# Récré Kids
 (octobre 2022).
Si vous disposez d'ouvrages ou d'articles de référence ou si vous connaissez des sites web de qualité traitant du thème abordé ici, merci de compléter l'article en donnant les références utiles à sa vérifiabilité et en les liant à la section « Notes et références ».
Récré Kids était une émission de télévision française diffusée sur TMC.

## L'émission
L'émission naît le 17 octobre 1993 à la suite du rachat de TMC par le Groupe Canal+ et la grille a été renouvelée.
Le programme était populaire dans les premières années, ayant été l'un des principaux diffuseurs d'anime, après la faillite de la chaîne "La Cinq" un an avant le début du programme.

## Présentation
De 1993 à 1995, l'émission était présentée par Éric Galliano puis par le duo d'animateurs Isis et Billy jusqu'à la rentrée 1996. Isis continue de présenter mais seule. Jérémy Ganneval se joint à la présentation en 2000 et cela jusqu'à son arrêt.

## Diffusion
L'émission était diffusée le mercredi et le samedi matin.

## Dessins animés
La plupart de la programmation des dessins animés provient du Club Dorothée ou de Youpi ! L'école est finie.